# Vestfossen
Vestfossen er en by i Øvre Eiker kommune i provinsen Buskerud i Norge med ca. 2867 indbyggere (2008).
Vestfossen er et tidligere industristed med traditioner, som strækker sig tilbage til 1500-tallet. Det som nu er Fossesholm Herregård på stedet blev da hovedgård for en godssamling med en omfattende satsning på savværksdrift. Senere kom der andre slags industri til. Blandt disse dominerede fra slutningen af 1800-tallet fabrikkerne Vestfos Cellulose og Fredfos Uldvarefabrik. Omkring 1970 blev Vestfossen ramt af en industrikrise, som førte til nedlæggelse af disse fabrikker. Store dele af den industrielle infrastruktur på stedet blev siden stående ubrugt i lang tid. Efter år 2000 har en satsning på kultur ført til, at flere kulturinstitutioner har etableret sig på stedet, og Vestfossen kalder sig nu for "Kulturhovedstaden".